# Sovrani dell'Elmet
Lista dei sovrani del Regno dell'Elmet
- Masgwid Gloff (c. 460 - c. 495)
- Llaennog ap Masgwid (c. 495 - c. 540)
- Arthuis ap Masgwid (c. 540 - c. 560)
- Gwallog ap Llaennog (c. 560 - 590)
- Ceredig ap Gwallog (590 - 616, morto nel 618)

Dopo tale re, l'Elmet cadde in mano northumbriana.